# Yurika Sema
Yurika Sema (瀬間友里加?, Sema Yurika; Tokyo, 25 dicembre 1986) è un'ex tennista giapponese.
È la sorella maggiore di Erika Sema, anch'essa tennista professionista, il padre è franco-algerino.

## Carriera
A livello juniores ha vinto 3 titoli ITF di singolare e 14 di doppio. Come professionista ha ottenuto i suoi migliori risultati raggiungendo il primo turno nel singolare agli US Open nel 2009.
Ha fatto parte della squadra giapponese di Fed Cup nel 2010, nei quattro incontri disputati in coppia con Rika Fujiwara ha ottenendo tre successi e una sconfitta.

## Statistiche

### Risultati in progressione
| Sigla | Risultato               |
| ----- | ----------------------- |
| V     | Vincitore               |
| F     | Finalista               |
| SF    | Semifinalista           |
| O     | Oro olimpico            |
| A     | Argento olimpico        |
| SF    | Bronzo olimpico         |
| QF    | Quarti di Finale        |
| 4T    | Quarto turno            |
| 3T    | Terzo turno             |
| 2T    | Secondo turno           |
| 1T    | Primo turno             |
| RR    | Round Robin             |
| LQ    | Turno di qualificazione |
| A     | Assente                 |
| ND    | Non disputato           |

| Legenda superfici    |
| -------------------- |
| Cemento              |
| Terra battuta        |
| Erba                 |
| Superficie variabile |

#### Singolare nei tornei del Grande Slam
| Torneo          | 2009 | 2010 | 2011 | 2012 | 2013 | 2014 |
| --------------- | ---- | ---- | ---- | ---- | ---- | ---- |
| Australian Open | A    | A    | A    | A    | A    | A    |
| Open di Francia | A    | A    | A    | A    | A    | A    |
| Wimbledon       | A    | A    | A    | A    | A    | A    |
| US Open         | 1T   | A    | A    | A    | A    | A    |

#### Doppio nei tornei del Grande Slam
Nessuna partecipazione

#### Doppio misto nei tornei del Grande Slam
Nessuna partecipazione